# Brachytarsina werneri
Brachytarsina werneri är en tvåvingeart som först beskrevs av Jobling 1951.  Brachytarsina werneri ingår i släktet Brachytarsina och familjen lusflugor. Inga underarter finns listade i Catalogue of Life.